# Lucius Cornelius Cinna (Prätor 44 v. Chr.)
Lucius Cornelius Cinna († nach 44 v. Chr.) war ein römischer Politiker der späten Republik.
Der Sohn des gleichnamigen popularen Politikers (Konsul 87 bis 84 v. Chr.) ging nach dem Scheitern von Marcus Aemilius Lepidus’ Versuch, die Verfassung Sullas umzustürzen, 78 v. Chr. zu Sertorius nach Spanien. Seit etwa 73 v. Chr. hielt er sich aber wieder in Rom auf. In deutlich höherem Alter als üblich, weil er als Sohn eines Proskribierten lange kein Amt bekleiden durfte, wurde er während der Herrschaft Gaius Iulius Caesars (der durch die Ehe mit Cinnas Schwester Cornelia sein Schwager gewesen war) 44 v. Chr. Prätor. Er war nicht an der Verschwörung gegen Caesar beteiligt, gab aber seine Zustimmung zu dessen Ermordung zu erkennen und legte seine Amtsbekleidung ab, da er die Magistratur Caesar zu verdanken habe, den er einen Tyrannen nannte. Am 17. März erschien er dann wieder in Amtstracht im Senat und wurde deswegen von erzürnten Römern, darunter auch Soldaten Caesars, verfolgt und angegriffen; eine Notlage, aus der Lepidus und dessen Gefolgsleute ihn retteten. Nach der Beerdigung Caesars am 20. März wurde der Volkstribun Gaius Helvius Cinna mit ihm verwechselt und getötet. Cinna wurde noch Ende 44 von Cicero erwähnt, der ihn lobt, weil er eine Provinz ablehnte, die ihm Antonius angeboten habe. Cinna oder der gleichnamige Suffektkonsul des Jahres 32 v. Chr. war mit Pompeia, der Tochter des Gnaeus Pompeius Magnus, verheiratet und hatte mit ihr den Sohn Gnaeus Cornelius Cinna Magnus.